# Agape (centro ecumenico)
Agape è un edificio sede del centro ecumenico della Chiesa evangelica valdese situato in provincia di Torino, a Prali, nella borgata Agape, a 1600 metri di altitudine.

## Storia
Nell'ottobre del 1947, nel clima di ricostruzione postbellico, i responsabili dei movimenti giovanili collegati in Europa al Dipartimento del Consiglio ecumenico delle chiese si riunirono per la prima volta dopo la fine della guerra. In quella occasione il pastore valdese Tullio Vinay  propose un progetto, consistente nella costruzione di un centro ecumenico internazionale nelle valli valdesi, a Prali, in provincia di Torino. Il centro, denominato Agape, era stato proposto dalla F.U.V. (Federazioni delle unioni giovanili valdesi) e raccoglieva l'esigenza della gioventù di una chiesa protestante minoritaria in Italia di avere un punto di riferimento e di aggregazione. Nasceva comunque con l'intento di rappresentare e intercettare una diffusa esigenza di rafforzare anche il movimento ecumenico.
Il nome di Agape si riferisce al versetto biblico della Prima lettera ai Corinzi attribuita a Paolo di Tarso 1:13:
Per il pastore e storico valdese Giorgio Tourn, Agape fu "l'elemento di maggior novità nella vita delle chiese valdesi del dopoguerra, quello che suscitò dibattiti accesi e polarizzò le maggiori forze". In effetti, la costruzione dell'opera significò per la chiesa valdese una svolta nella percezione di sé e nella concezione della propria funzione culturale: la nuova generazione di valdesi decise di abbandonare gli atteggiamenti autoprotettivi, il rafforzamento delle comunità, la missione di orientamento polemico in funzione anticattolica, rivolgendosi verso il mondo esterno, l'impegno sociale ed ecumenico; in questo ambito, Agape rappresentò il luogo principale di formazione e maturazione della coscienza collettiva.
Il progetto fu realizzato dall'architetto Leonardo Ricci e la costruzione del centro, oltre che da Ricci fu seguita dall'ingegnere Nino Messina, membro della Chiesa valdese di Firenze, e proseguita da Giovanni Klaus Koenig (anche lui di religione protestante). I lavori per la costruzione di Agape cominciarono nel 1947 e vennero in gran parte realizzati con l'aiuto di volontari e finirono per le strutture fondamentali nel 1951. Il progetto iniziale prevedeva una struttura centrale collegata a 4 casette. Nel corso della costruzione il progetto subì alcune variazioni e alla fine furono realizzate solo tre casette.
La costruzione della chiesa all'aperto venne terminata nel 1952. Nel 1953 cominciò la costruzione della casa residenti. Nel 1972 le forti nevicate invernali costringono la comunità a operare delle riparazioni e dei rinforzi alla struttura. Altre ristrutturazioni saranno dovute al primo deteriorarsi delle strutture negli anni ottanta.
Negli anni cinquanta cominciano a svolgersi i primi campi operai. Nel 1954 si svolgono i primi campi cadetti con temi inerenti alla teologia, i cui partecipanti fanno parte delle organizzazioni cristiane del WSCF (World Student Christian Federation) e della FUV. Gli anni sessanta vedono i primi incontri intercontinentali Europa-Africa. Dal 1976 Agape offre la possibilità di svolgere il servizio civile nel centro.

## Architettura
Il centro ecumenico di Agape, opera di Leonardo Ricci, non ha la struttura tipica dei centri d'incontro, l'architettura è particolare e determinante per le funzioni che deve svolgere e per le attività che prevede. Uno dei punti fondamentali è l'integrazione dell'edificio con la natura, è infatti costruita essenzialmente in pietra e legno. 
Il progetto è caratterizzato da una forte simbologia: i tetti puntano al cielo, le finestre si affacciano sulla natura circostante e la pianta dell'insieme rappresenta un timone.
Nel corso degli anni sono state portate varie modifiche e aggiunte alla struttura principale. La costruzione di una nuova ala che comprende nuove cucine, l'introduzione di panche mobili nel salone che permettono la divisione in più gruppi durante le attività, nuovi bagni e un saloncino adatto al lavoro di gruppo. 
Queste modifiche si allontanano dal progetto originario che prevedeva un'idea di stretta comunità per adeguarsi a nuovi bisogni.
Nel progetto iniziale oltre al salone centrale, casa residenti e chiesa all'aperto, era prevista la costruzione di quattro casette collegate tramite scale coperte. Al termine della costruzione della struttura principale la quarta casetta non viene realizzata.

### Salone

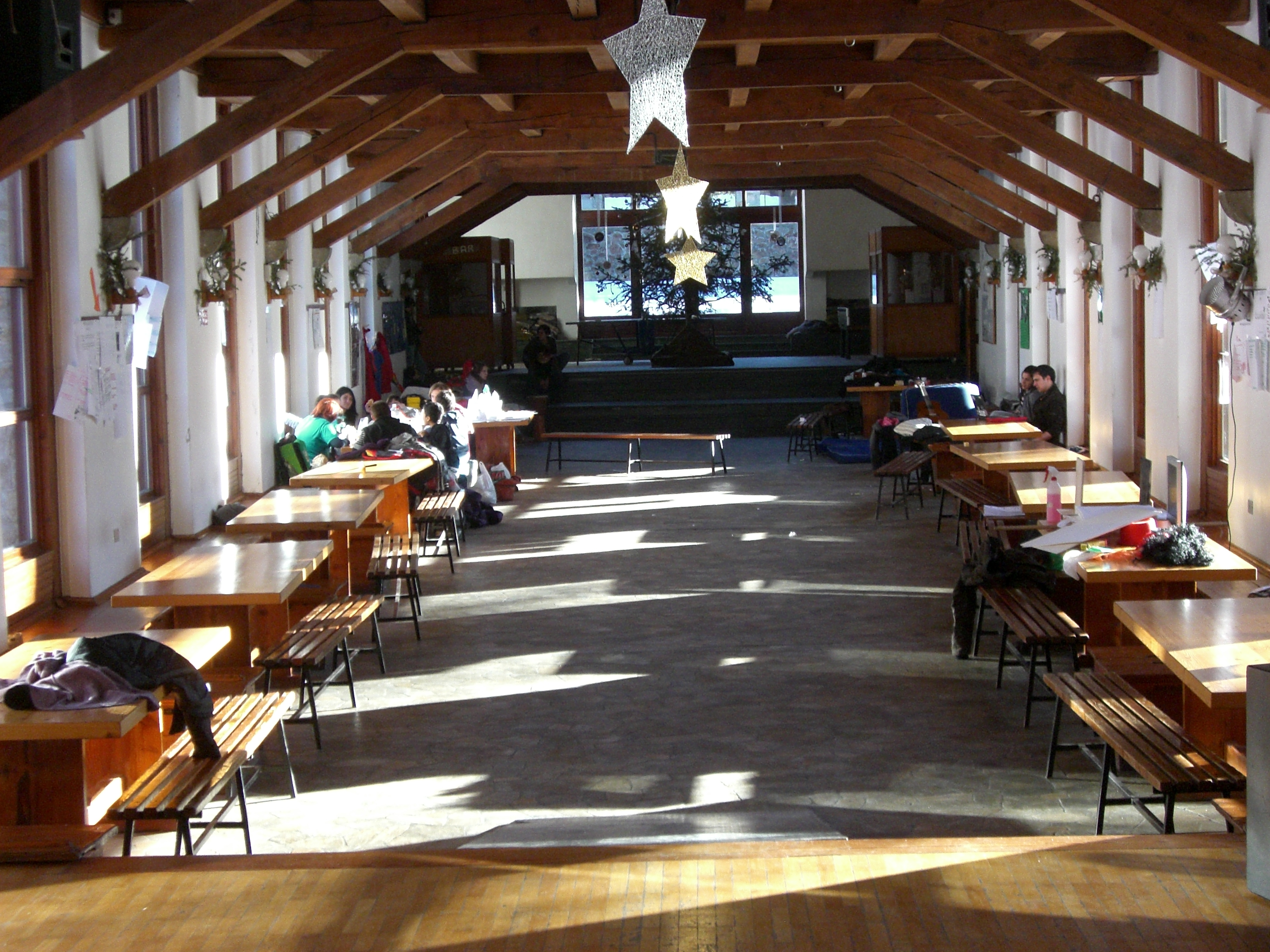
Salone agape

Il salone è il nucleo principale della struttura, l'unico spazio al chiuso in cui ci si riunisce per svolgere attività di gruppo. La planimetria raffigura una croce. In questo ambiente sono inserite numerose contraddizioni: lo spazio interno per il dovuto raccoglimento spirituale è opposto alla luce che penetra dall'esterno evidenziando l'aspetto gioioso e di svago della natura, la freddezza della vetrata che affaccia sulla chiesa all'aperto si contrappone il calore evocato dai camini, l'asprezza della pietra a vista nella pavimentazione rispetto ai colori più caldi delle capriate lignee nei soffitti.

### Chiesa all'aperto

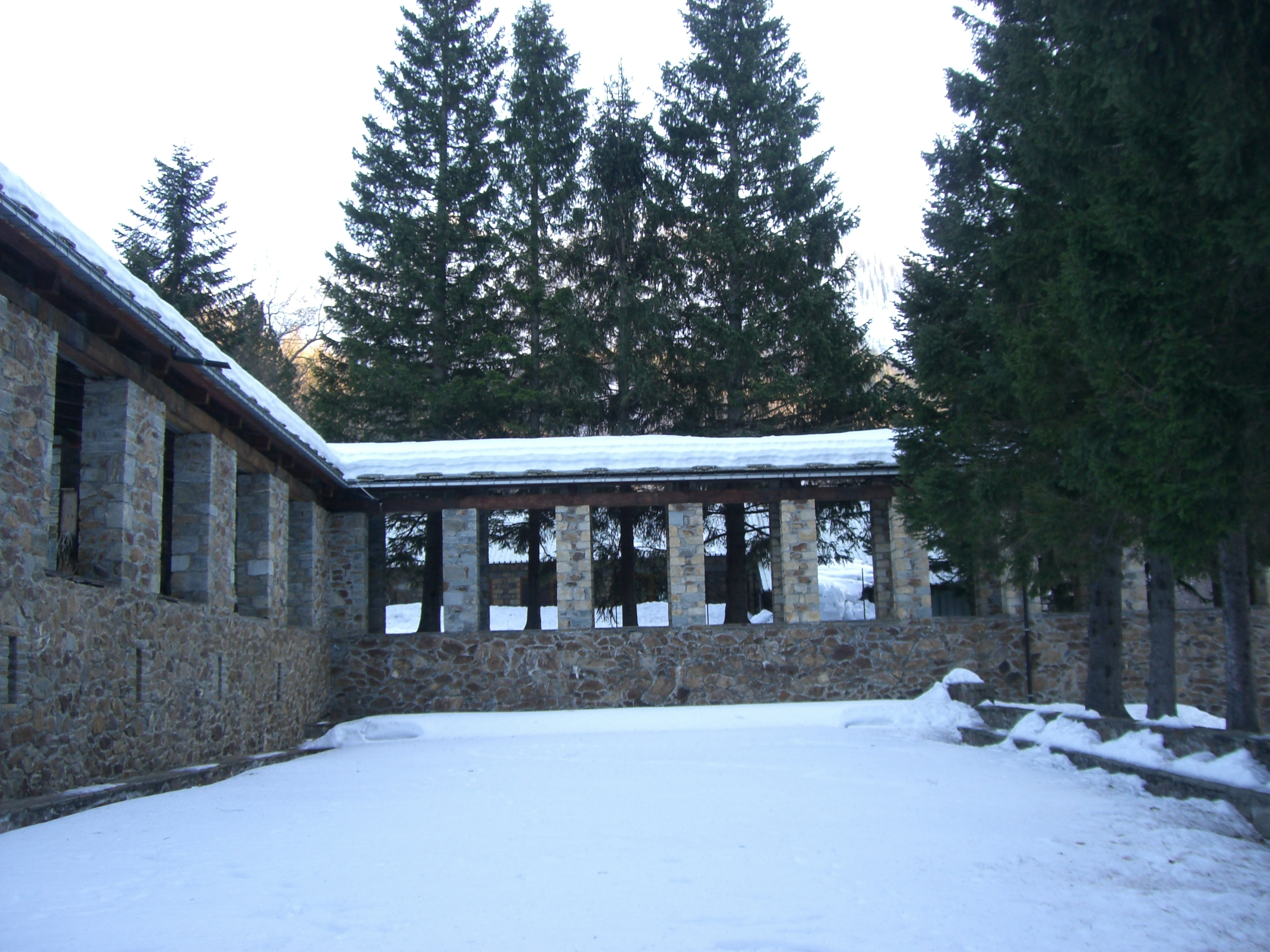
Chiesa all'aperto

Uno dei luoghi principali è la chiesa all'aperto circondata dal matroneo, che, sostituita alla cappella, simboleggia «la dirompente abolizione del confine tra sacro e profano». Sulla facciata della chiesa si trova il versetto biblico 
 che ha ispirato il nome del centro.

### Campanile
Il campanile appare semplice e lineare e si sviluppa su più livelli.

### Casette
Le camere presentano una voluta semplicità e sono raggiungibili solo per mezzo di lunghe scale in salita per spingere gli ospiti a riunirsi nei luoghi comuni.
I bagni sono in comune, collocati ai piani superiori. Sono presenti dei saloncini utilizzati per lavori di piccoli gruppi che non avendo porte non permettono un'intimità di sottogruppo.

### Uffici e casa residenti
I residenti invece soggiornano in una struttura a loro dedicata di fianco al campanile dove si trovano anche gli uffici del centro.

### Esterni
All'esterno si trova un campo da pallavolo che originariamente era stato progettato come anfiteatro.

## Accoglienza critica
- Sul progetto di Ricci, scrive Manfredo di Robilant: "Nella formazione professionale di Ricci, Agàpe è cruciale non solo perché prima opera costruita, ma soprattutto per le suggestioni che esercita sulla concezione che l'architetto elabora del proprio fare e del proprio ruolo, come l'autore ben spiega. L'idea di Vinay, di fondare in un luogo isolato una comunità ecumenica che condivida spazi e vita quotidiani, ha infatti un'eco ben leggibile nella ricerca di Ricci sulla distribuzione, orientata alla creazione di spazi fluidi ai limiti dell'informale ma sempre raccolti attorno a centri dove i riti della quotidianità possano trovare adeguato svolgimento. È significativa in questo senso la nota polemica dell'architetto contro l'Unité d'Habitation di Marsiglia, considerata un agglomerato insensibile di spaziscatola."[6]

- La realizzazione del villaggio è così descritta ancora da Tourn: "il lavoro volontario, l'impegno nel reperimento di fondi e nella ricerca del senso da dare all'operane delineò il carattere di movimento associandovi però una fortissima carica simbolica, talché Agàpe realizzò la sintesi delle realtà che avevano sorretto l'identità valdese durante il ventennio (...). Monumento non di un passato da ricordare, ma di un futuro da realizzare, attorno al quale mobilitare energie e progetti; evangelizzazione non verbale ma visibile e tangibile, proposta di umanità, rinnovamento non solo personale ma comunitario".[12]